# Motor sin árbol de levas

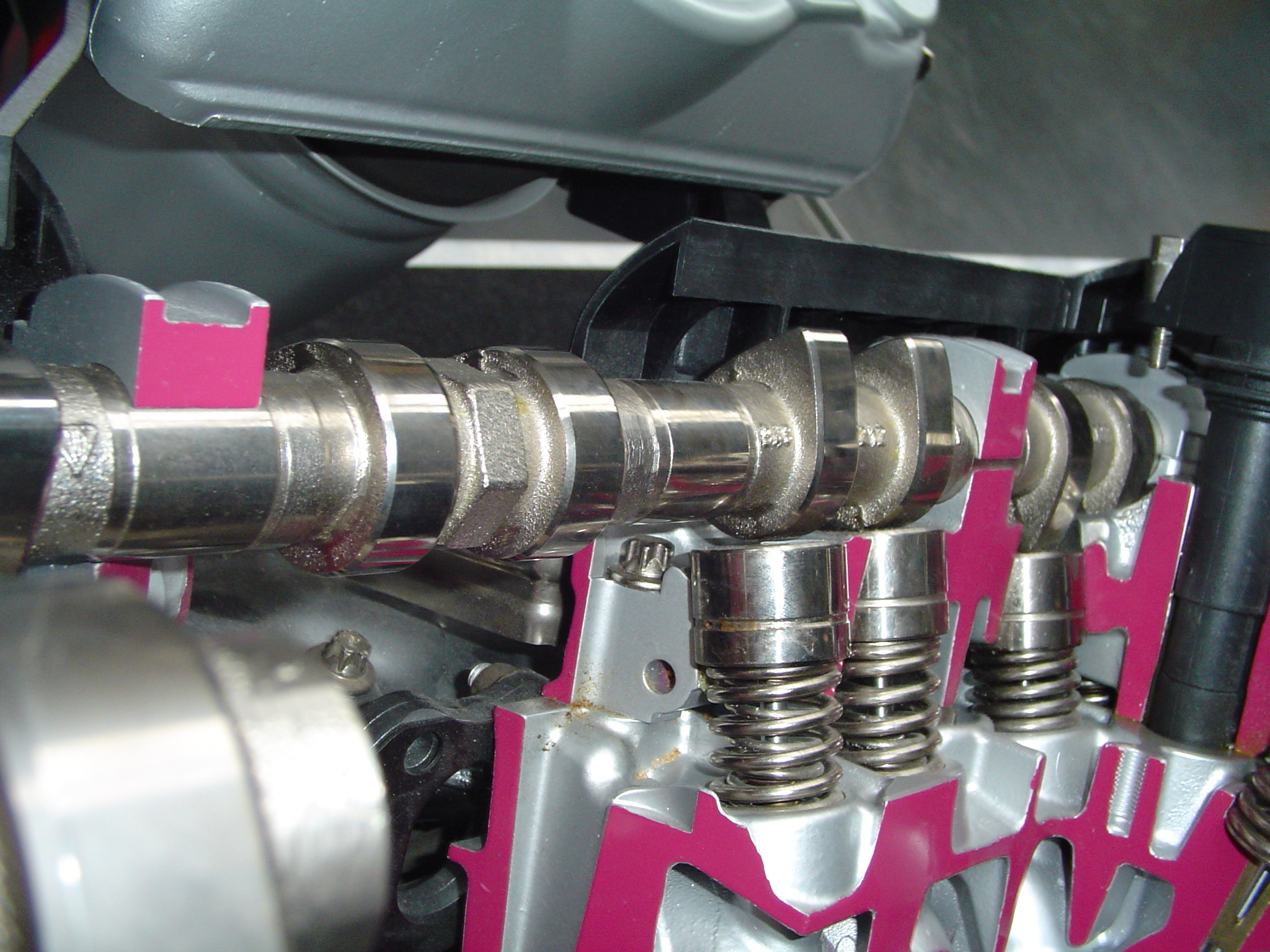
Vista de una culata convencional accionada mecánicamente, donde se aprecian de arriba abajo el árbol de levas, los vástagos y los muelles de las válvulas

En un motor de pistones sin árbol de levas, cada válvula es accionada directamente por un actuador eléctrico, neumático o hidráulico, en lugar de utilizar un sistema puramente mecánico. La válvula puede ser abierta y cerrada por el actuador o, también, abierta por el actuador y cerrada por un muelle convencional. Así mismo, son posibles los actuadores que combinan los dos sistemas anteriores (el actuador abre la válvula/el actuador, ayudado por un muelle, la cierra).

## Funcionamiento
Los actuadores reales fabricados para controlar las válvulas de motores que pueden girar a más de 12.000 rpm son muy sofisticados, y se basan en tecnologías no divulgadas. Pero los principios de funcionamiento son muy sencillos y bastante fáciles de explicar y entender. La solución presentada (una de las muchas posibles) se basa en un actuador neumático de doble efecto y controlado con dos electroválvulas.

### Cilindro de doble efecto

Representación de un cilindro de doble efecto en funcionamiento

La figura adjunta representa un cilindro neumático de doble efecto. El aire a presión (representado en azul) hace desplazarse el pistón cuando actúa sobre cualquiera de sus dos caras. De manera parecida, un actuador de doble efecto movido por aire a presión provoca el movimiento deseado de la válvula de motor si el vástago del actuador está unido al vástago de la válvula.

### Válvula de solenoide

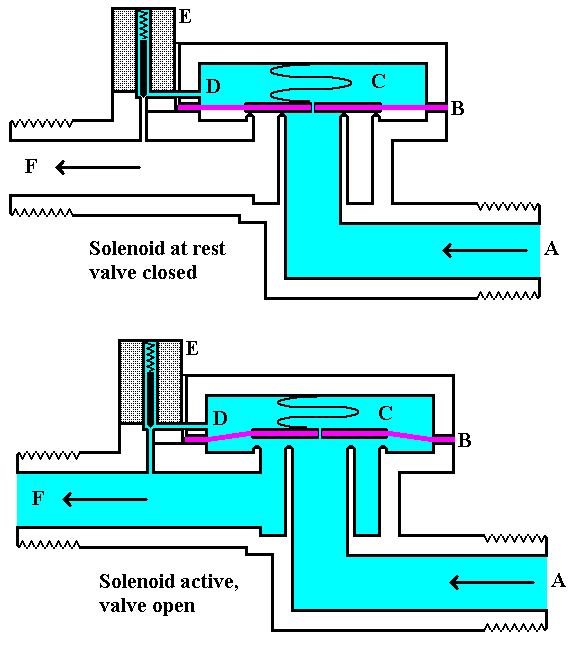
A-Entrada B-Diafragma
C-Cámara de presión
D-Conducto de vaciado de presión
E-Solenoide
F-Salida.

Una válvula de solenoide se basa en el desplazamiento de un núcleo de material ferromagnético dispuesto en el eje de un solenoide cuando circula por la bobina una corriente eléctrica. Un actuador de solenoide puede ser de simple acción (actuando contra un muelle mecánico) o de doble acción (con dos solenoides de efecto contrario).

### Actuador electro-neumático
Un actuador neumático de doble acción (con una área de 10 cm², por ejemplo, y una presión de trabajo de 20kg/cm²) puede aplicar una fuerza de 200 kg. Una electroválvula de solenoide con un obturador de 2 mm²= 0,02 cm² solo necesita hacer una fuerza de 20 kg/cm²x0,02 cm² = 0,4 kg para controlar el actuador. De este modo, es posible regular un actuador potente con una potencia eléctrica reducida.

### Resumen del funcionamiento
Las válvulas que equipan muchos motores de combustión interna se tienen que mover de manera sincronizada, abriéndose y cerrándose de forma programada. El sistema tradicional de accionamiento (mediante árboles de levas mecánicos) determina ángulos de apertura y cierre fijos (o al menos, difíciles de modificar y regular) de las válvulas de los motores. Según los apartados anteriores, es posible fabricar motores con sistemas sin árboles de levas. El movimiento de cada válvula se verifica gracias a un actuador de doble efecto, controlado por una electroválvula.

#### los actuadores y sus usos en los motores
- Los actuadores eléctricos de solenoide directo no son prácticos por las fuerzas necesarias para mover las válvulas.
- Los actuadores neumáticos se pueden aplicar a motores rápidos utilizados en automóviles (hasta 12.000 rpm). El fluido motriz es aire a presión.
  - Hay sistemas para motores de automóvil con actuadores hidráulicos. Por ejemplo, en el sistema Empa el fluido es una mezcla de agua y glicol.[2]
- Los actuadores hidráulicos se pueden aplicar en motores lentos (hasta 600 rpm). El fluido motriz acostumbra a ser el mismo aceite de lubrificación del motor (a unos 200 kg/cm²).
- Ambos tipos de actuadores anteriores van controlados por electro-válvulas accionadas por solenoides pequeños y de bajo consumo eléctrico. Los solenoides funcionan comandados por circuitos electrónicos y programas adecuados, que permiten una sincronización correcta y la regulación de algunas variables fundamentales.

## Ventajas

Ciclo de cuatro tiempos
1=TDC
2=BDC
A: Admisión
B: Compresión
C: Explosión
D: Escape

En los motores de pistones con distribución mecánica convencional, el movimiento de las válvulas en relación con la posición del cigüeñal está predeterminado. En cada ciclo (dos vueltas en motores de cuatro tiempos y una vuelta en motores de dos tiempos) cada válvula se abre, permanece abierta, se cierra y permanece cerrada con los mismos ángulos. El recorrido de una válvula es siempre el mismo y todas las válvulas se mueven sincrónicamente con el cigüeñal (sin posibilidad de desconexión).
Al suprimir la conexión mecánica, las posibilidades de regulación son muchas. Cada válvula puede ser abierta o cerrada a voluntad en función de las necesidades del motor. Es posible optimizar los ángulos de trabajo, la carrera de cada válvula y su movimiento o desconexión. Los parámetros de operación (temperatura del motor, temperatura del aire de admisión, temperatura de los gases de escape, posición del acelerador, ...) se estudian experimentalmente y se incorporan a un programa informático integrado en el sistema.
Las ventajas de un motor sin árbol de levas son las siguientes:
- Reducción de los rozamientos mecánicos (y del consumo de combustible por este concepto)
- Aumento de la potencia y del par motor
- Disminución de la contaminación[3]
- Motor más pequeño y más ligero, a igualdad de potencia

## Inconvenientes
Cualquier sistema de distribución electromecánica de las válvulas exige una modificación del extremo del vástago de cada válvula para permitir su unión al actuador, un actuador por cilindro, un circuito electrónico y un programa informático especial. También tiene que incorporar una serie de sensores (de temperatura y posición, del acelerador, ...) que faciliten los datos de entrada al programa. Estas exigencias implican unos gastos importantes de desarrollo y puesta a punto, y de costes del equipamiento final que dificultan la adaptación del sistema.
Un segundo inconveniente es el de la fiabilidad. Los sistemas convencionales han demostrado una fiabilidad adecuada en condiciones reales bajo situaciones extremas de temperatura, vibraciones y otras. Y con una vida del equipamiento muy larga sin reparaciones ni mantenimiento exagerados. No está demostrada una fiabilidad comparable en las distribuciones sin árboles de levas.
Un tercer inconveniente, desde el punto de vista teórico, haría referencia a los tiempos de respuesta de los actuadores electromecánicos a altas velocidades de giro del motor. En los motores lentos (hasta 300 rpm) no habría problemas, pero en motores más rápidos (a partir de 6000 rpm, por ejemplo) la respuesta de los actuadores podría dar problemas en condiciones extremas.

## Historia
Los motores sin levas han sido investigados desde finales del siglo veinte por varias compañías, entre otras Renault, BMW, Fiat, Valeo, General Motors, Ricardo, Lotus Engineering, Ford, Jiangsu Gongda Power Technologies y la compañía asociada a Koenigsegg FreeValve. Algunos de los sistemas desarrollados han logrado un nivel de funcionamiento adecuado y están disponibles comercialmente, pero todavía no han sido producidos en serie ni equipan vehículos matriculados. En la primavera de 2015, Christian von Koenigsegg informó a la prensa que la tecnología proyectada y ensayada por su compañía estaba a punto para salir a la calle, sin especificar ninguna fecha de lanzamiento.
El mes de noviembre de 2016, la firma china Qoros Auto expuso el modelo Qoros 3 hatchback en la muestra de 2016 del Guangzhou Motor Show, un automóvil que incorporaba un nuevo motor Qoros ‘Qamfree’. La empresa sueca responsable del proyecto, FreeValve, declaraba que el motor de 1,6 litros con turbo-compresor producía 170 kW y un par motor de 320 N·m. También anunciaba que el motor mencionado, comparado con un motor tradicional, era menos voluminoso (50% menos), más bajo, un 30% más ligero, un 30% más potente (y con más par motor), un 30% más económico (menos consumo de combustible) y capaz de obtener un 50% de reducción en las emisiones contaminantes. Christian Koenigsegg declaraba en un video que el motor ‘Qamfree’ (con tecnología PHEA camless) se basaba en un motor Qoros existente desarrollado en Austria y Alemania hacía unos cinco o seis años.
Christian Koenigsegg declaraba también que la tecnología presentada (PHEA camless technology ) permitía eliminar el pre-convertidor catalítico por el hecho de que la temperatura del convertidor catalítico propiamente dicho, podía ajustarse a la temperatura de trabajo de forma rápida mediante la regulación del escape.

## Aplicaciones a motores marinos y estacionarios
Una disposición típica de los motores marinos de grandes dimensiones (también usada en unidades estacionarias de cogeneración) son los motores diésel de dos tiempos. El aire comprimido entra al cilindro por las espirales de admisión mientras que la válvula de escape - situada a la parte superior - se abre y permite una barrida unidireccional (“uniflow”) del cilindro. Una vez cerrada la válvula, los gases se comprimen por el movimiento del pistón que sube hasta el punto muerto superior (PMS). El inyector de combustible inyecta la dosis adecuada y se produce la combustión, la expansión de los gases y la producción de potencia mecánica.
Algunos fabricantes han propuesto una solución modular. Cada cilindro dispone de un módulo que integra un actuador hidráulico de la válvula de escape y un inyector de combustible con un actuador similar. El fluido de trabajo es el aceite a presión del mismo circuito de engrase, a 200kg/cm². Una serie de sensores indican la posición de cada elemento en relación con la posición del cigüeñal. Un ordenador recibe las señales y regula el movimiento del inyector y de la válvula de escape. El funcionamiento del sistema anterior ha mostrado un aumento de la potencia, un menor consumo y niveles de contaminación más bajos.